# تحالف استدامة الصرف الصحي

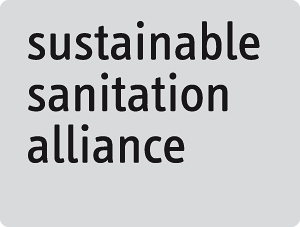

تحالف استدامة الصرف الصحي Sustainable Sanitation Alliance (SuSanA) وهو شبكة أقيمت من قبل المنظمات في مجال استدامة الصرف الصحي. أنشأت في أوائل 2007 بقرار الأمم المتحدة لجعل عام 2008 عام الصرف الصحي. الهدف من ذلك هو الحصول على مادة مطبوعة متضمنة الفعاليات التي تم التخطيط لها، والقدرة على التنسيق مع المبادرات الممكنة الأخرى. الخريطة الطرقية لاستدامة الصرف الصحّي تم تطويرها في أول اجتماعين للمشاركين في التحالف من أكثر من 30 منظمة ثنائية أو متعددة الأطراف، المنظمات الغير حكومية ومؤسسات الأبحاث والدراسات. تتضمن الخريطة الطرقية بشكل رئيسي سلسلة من مجموعات عمل إنشائية تعمل مع بعضها على عدة منشورات في مجال استدامة الصرف الصحّي، التي تنظم وتساهم في الفعاليات العالمية ولتطوير ولتأمين وسائل للموارد المادية التي يحتاجها استدامة الصرف الصحي وبرامج المبادرات.
SuSanA ليست منظمة جديدة، لكنها شبكة أطلقت لتجمع المنظمات التي تعمل على خط واحد، وفتح المجال للذين يريدون الانضمام والعمل في أنظمة استدامة الصرف الصحي. ويقوم تحالف استدامة الصرف الصحي بدعوة المنظمات المحلية والعالمية والإقليمية للانضمام إلى الشبكة، المساهمة في الأفكار، والتفاعل مع مجموعات العمل الانشائية. نتائج التقدم في الخطط الطرقية.

## الأهداف
الهدف الرئيسي لSuSanA هو الإسهام في المرامي الإنمائية للألفية وذلك بتعزيز أنظمة الصرف الصحي والتي تشملها كل جوانب الاستدامة (الصحة، مصادر البيئية والطبيعية، التكنولوجيا، القضايا المالية والاقتصادية، الثقافة الاجتماعية والجوانب المؤسسية) المرامي الإنمائية للأمم المتحدة في «السنة العالمية للصرف الصحي 2008» مقدَّرة كثيراً من «تحالف استدامة الصرف الصحي» لمساعدتهم في دفع الصرف الصحي إلى الأمام على لائحة مهام السياسة.
التركيز الأساسي لSuSanA هو تحقيق الاستدامة لأنظمة الصرف الصحي في مجال واسع للمياه والصرف الصحي وتقديم اقتراحات في استراتيجيات تحقيق ذلك مثال: منظمة الصحة العالمية، برنامج الأمم المتحدة الإنمائي، يونسكو وUNSGAB للماه والصرف الصحي.

## الاجتماعات
الاجتماعات التي عقدت حتى الآن:
- 29/30-01-2007 اجتماع الانطلاق لتعزيز استدامة الصرف الصحي في السنة الدولية للصرف الصحي 2008 في Eschborn, Germany استضيف من قبل gtz.
- 16/17-04-2007 الاجتماع الثاني القيادي لتعزيز استدامة الصرف الصحي في السنة الدولية للصرف الصحي 2008 في Dübendorf, Switzerland استضيف من قبل Eawag/Sandec.
- 11/12-08-2007 الاجتماع الثالث لتحالف استدامة الصرف الصحي في Stockholm قبل أسبوه المياه Stockholm استضيف من قبل SEI.
- 3/4-11-2007 الاجتماع الرابع لتحالف استدامة الصرف الصحي في Delhi, India بعد قمة المرحاض العالمي استضيف من قبل IWWA و Sulabh.
- 16/17-02-2008 الاجتماع الخامس لتحالف استدامة الصرف الصحي في Durban, South Africa مع مؤتمر World Bank-WSP AfricaSan استضيف من قبل Water and Research Commission, South Africa.
- 5 إلى 7 05-2008 الاجتماع السادس في New York, USA قريباً من الجلسة 16 لمهمة تطوير الصرف الصحي استضيف من قبل Ashoka.
- 22 إلى 24 08-2008 الاجتماع السابع في Stockholm، Sweden مع اسبوع المياه العالمي في 2008 (August 17–23).
- 2/4-11-2008 الاجتماع الثامن مع قمة المرحاض العالمية في Macao, China.
- 16/17-05-2009 الاجتماع التاسع في Addis Ababa, Ethiopia قريباً من «طرق التطوير الصحية في القطاعات المختلفة للمياه والنظافة والصرف الصحي» (18–22 May 2009).
- 22/23-08-2009 الاجتماع العاشر في Stockholm, Sweden مع الأسبوع العالمي للمياه 2009 (August 17–23).

## الشركاء
- AEE INTEC جمعية تقنيات الاستدامة (Austria)
- جامعة فرايبورغ Albert-Ludwigs-Universität- قسم الجغرافيا التطبيقية في المناطق الاستوائية وشبه الاستوائية Freiburg i. Br. (Germany)
- Alter-Eco - Corporación Alternativas Ecológicas, Cali, Colombia.
- جامعة Bauhaus University Weimar، Germany.
- BEWOF لمؤسسات عالمية أفضل، Cameroon.
- BGR المعهد الفدرالي للمصادر الطبيعية والعلوم الجغرافية (Germany).
- BOKU جامعة المصادر الطبيعية وعلوم الحياة التطبيقية Vienna (Austria).
- Cap-Net بناء القدرة لمكاملة إدارة مصادر المياه.
- Eawag-Sandec المعهد الفدرالي السويسري لعلم وتقنية المنجزات المائية –قسم موارد المياه والصرف الصحي في الدول المتطورة.
- EcoSan Club Austria
- Ecosanlac الصرف الصحي البيئي في أمريكا اللاتينية و Caribbean.
- برنامج EcoSanRes –برنامج أبحاث الصرف الصحي البيئي (Sweden).
- GTO- German Toilet Organization.
- GTZقسم الوكالة الألمانية للتطوير (Germany)[4]
- IEES جمعية الهندسة البيئية الدولية
- IRC مركز المياه والصرف الصحي الدولي (Netherlands).
- IRIDRA هندسة وإدارة استدامة ومكاملة المياه والأهوار R&D (Italy).
- ITAS المعهد التقني لتقدير وتحليل النظم (Germany).
- IWA-SG الجمعية الدولية للمياه-مجموعة تخصصية بالتوجه لموارد الصرف الصحي (EcoSan).
- IWWA جمعية عمل المياه الهندية
- Meda-Waterبرنامج مياه الإقليم الأوروبي المتوسطي لإدارة المياه المحلية.
- معهد ستوكهولم البيئي
- وكالة التعاون السويدية الدولية للتطوير
- NHN Nature Healing Nature
- TU-Delft Technical University of Delft
- TTZ Technology Transfer Centre Bremerhaven (Germany)
- UEssex جامعة UEssex
- الجامعة النرويجية لعلوم الحياة
- برنامج الأمم المتحدة الإنمائي
- UNESCO-IHE United Nations Educational, Scientific and Cultural Organisation – Institute for Water Education
- UN-Habitat برنامج الأمم المتحدة للاستقرار البشري
- Waste مستشارون في التطوير والبيئة الحضرية (Netherlands).
- WB-WSP البنك العالمي برنامج الاستدامة والمياه.
- WECF النساء في أوروبا لمستقبل مشترك
- WTC World Toilet College
- أينما اقتضت الحاجة
- World Toilet Organization (Singapore)
- المجلس التعاوني لموارد المياه والصرف الصحي
- جامعة Xavier Periurban Vegetable Project (PUVeP)، Cagayan de Oro (Philippines).

## وصلات خارجية
- [ http://www.susana.org/ صفحة تحالف استدامة الصرف الصحي على الإنترنت] يحوي معلومات عن:

1. تقرير عن نظرة SuSanA
2. الخريطة الطريقية للسنة الدولية للصرف الصحي 2008
3. دقائق من الاجتماعات
4. مجموعات العمل المختلفة
5. الشركاء في SuSanA